# The Last Live
The Last Live es un álbum en vivo de la banda japonesa de rock X Japan, publicado el 5 de mayo de 2001. Contiene el concierto final de la agrupación en el Tokyo Dome del 31 de diciembre de 1997. Aunque la banda se reunió diez años después, es la última presentación en vivo del guitarrista Hide con X Japan, quien falleció en mayo de 1998.
En 2020, Jonathan McNamara de The Japan Times lo mencionó como uno de los diez álbumes japoneses dignos de incluirse en la lista de los 500 mejores álbumes de todos los tiempos según Rolling Stone.

## Track listing
| Disc 1 |              |          |  |
| N.º    | Título       | Duración |  |
| 1.     | «Amethyst»   | 6:19     |  |
| 2.     | «Rusty Nail» | 6:12     |  |
| 3.     | «Week End»   | 6:07     |  |
| 4.     | «Scars»      | 9:31     |  |
| 5.     | «Dahlia»     | 8:00     |  |
| 6.     | «Drum Break» | 2:00     |  |
| 7.     | «Drain»      | 4:29     |  |
| 8.     | «Piano Solo» | 5:41     |  |

| Disc 2 |                                                        |          |  |
| N.º    | Título                                                 | Duración |  |
| 1.     | «Crucify My Love»                                      | 7:18     |  |
| 2.     | «Longing ~Togireta melody~» (Longing ~跡切れたmelody~) | 7:41     |  |
| 3.     | «Kurenai» (紅)                                         | 7:55     |  |
| 4.     | «Orgasm»                                               | 18:53    |  |
| 5.     | «Drum Solo»                                            | 14:10    |  |
| 6.     | «Forever Love»                                         | 12:41    |  |

| Disc 3 |                               |          |  |
| N.º    | Título                        | Duración |  |
| 1.     | «Prologue»                    | 2:47     |  |
| 2.     | «X»                           | 16:46    |  |
| 3.     | «Endless Rain»                | 17:16    |  |
| 4.     | «Curtain Call (Say Anything)» | 11:02    |  |
| 5.     | «The Last Song»               | 13:32    |  |
| 6.     | «Epilogue (Tears)»            | 10:47    |  |